# Carex arctiformis
Espèce
Classification phylogénétique
Carex arctiformis est une espèce de plantes du genre Carex et de la famille des Cyperaceae.